# Oscar 1989
A 61.ª edição do Oscar foi realizada no dia 29 de março de 1989 no Shrine Auditorium, em Los Angeles. Não houve apresentador oficial nesta cerimônia, que foi a primeira onde a tradicional fala "O vencedor é..." foi trocada por "E o Oscar vai para...". Nesta edição do Oscar também se deu a última aparição pública da atriz Lucille Ball, que faleceu menos de um mês após a premiação.
A edição também ficou conhecida por seu desastroso número musical inicial produzido pelo produtor Allan Carr e protagonizado pelo ator Rob Lowe e pela atriz Eileen Bowman interpretando a branca de neve. 
A festa do Oscar de 1989 reuniu atores da mesma família na apresentação de algumas categorias. Casados na época, Demi Moore e Bruce Willis anunciaram a melhor fotografia, Farrah Fawcett e Ryan O'Neal apresentaram a melhor montagem e Goldie Hawn e Kurt Russell o Oscar para o melhor diretor. O pai Donald Sutherland e o filho Kiefer Sutherland apresentaram um Oscar honorário. Os irmãos atores Jeff Bridges, Beau Bridges e Lloyd Bridges, também se reuniram para apresentarem o vencedor da estatueta de melhores efeitos visuais. Curioso ainda o encontro dos ex-intérpretes dos filmes de James Bond, Sean Connery e Roger Moore, que, ao lado de Michael Caine, anunciaram o Oscar para o melhor ator coadjuvante.
A disputa desta edição foi bem mais acirrada que a do ano anterior, tendo os maiores ganhadores, a comédia em que atores contracenavam com desenhos animados Who Framed Roger Rabbit, que dominou os prêmios técnicos, e o drama sobre autismo Rain Man vencido em apenas 4 categorias, mas este arrebatou suas estatuetas nas categorias de melhor filme, direção, roteiro adaptado e ator, para Dustin Hoffman, em seu segundo Oscar.
A atriz Sigourney Weaver foi a primeira indicada a dois Oscars de atuação no mesmo ano (melhor atriz por Gorillas in the Mist e melhor atriz coadjuvante por Working Girl) a não vencer em nenhum categoria. O Oscar alavancou as carreiras das surpresas da noite, as vencedoras Jodie Foster, melhor atriz, e Geena Davis, melhor coadjuvante.

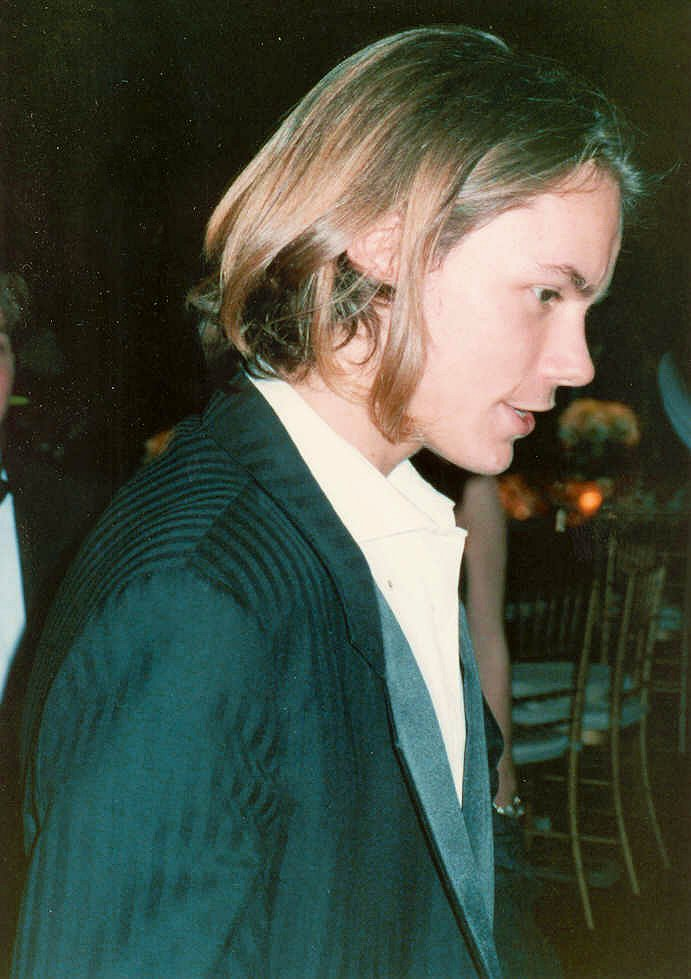
O ator River Phoenix no Oscar 1989.

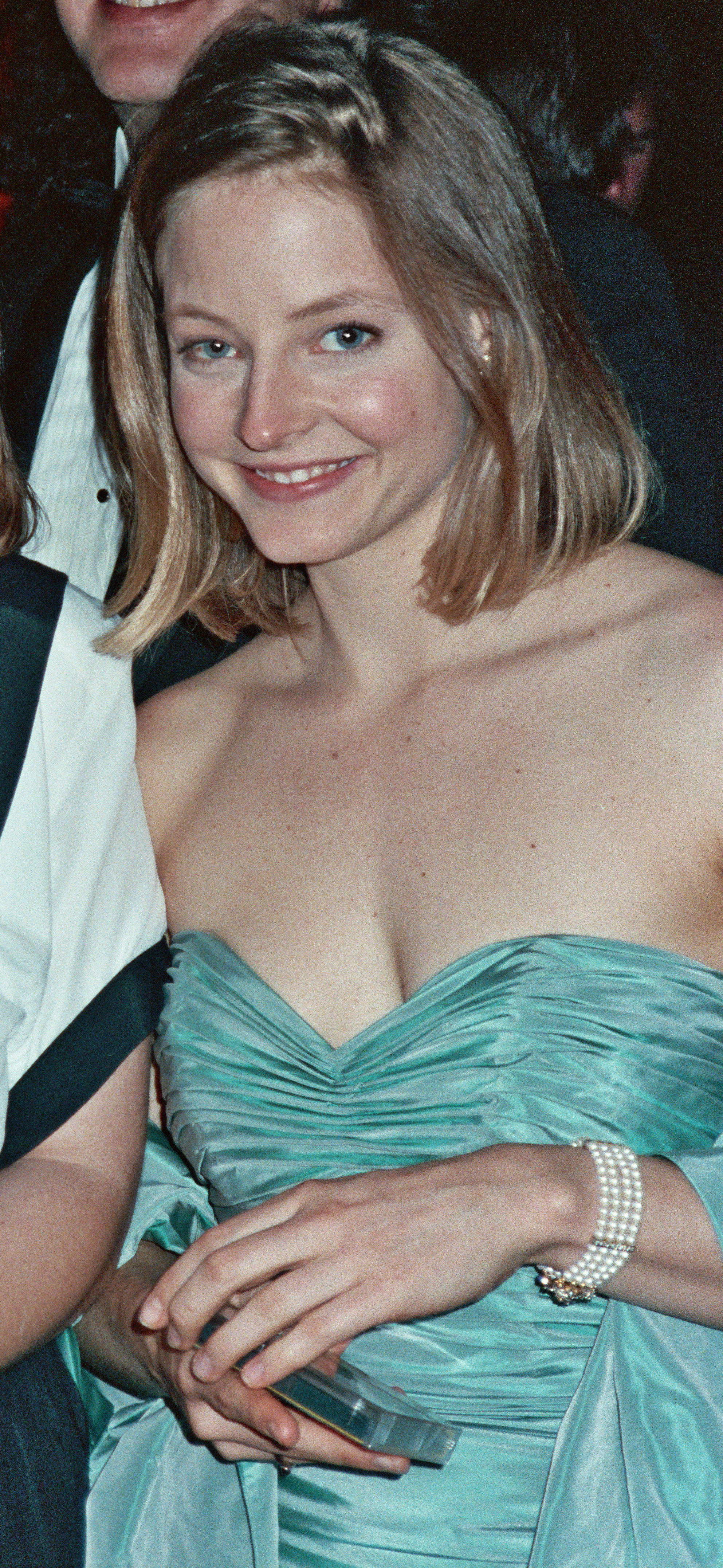
A atriz Jodie Foster no Oscar 1989.

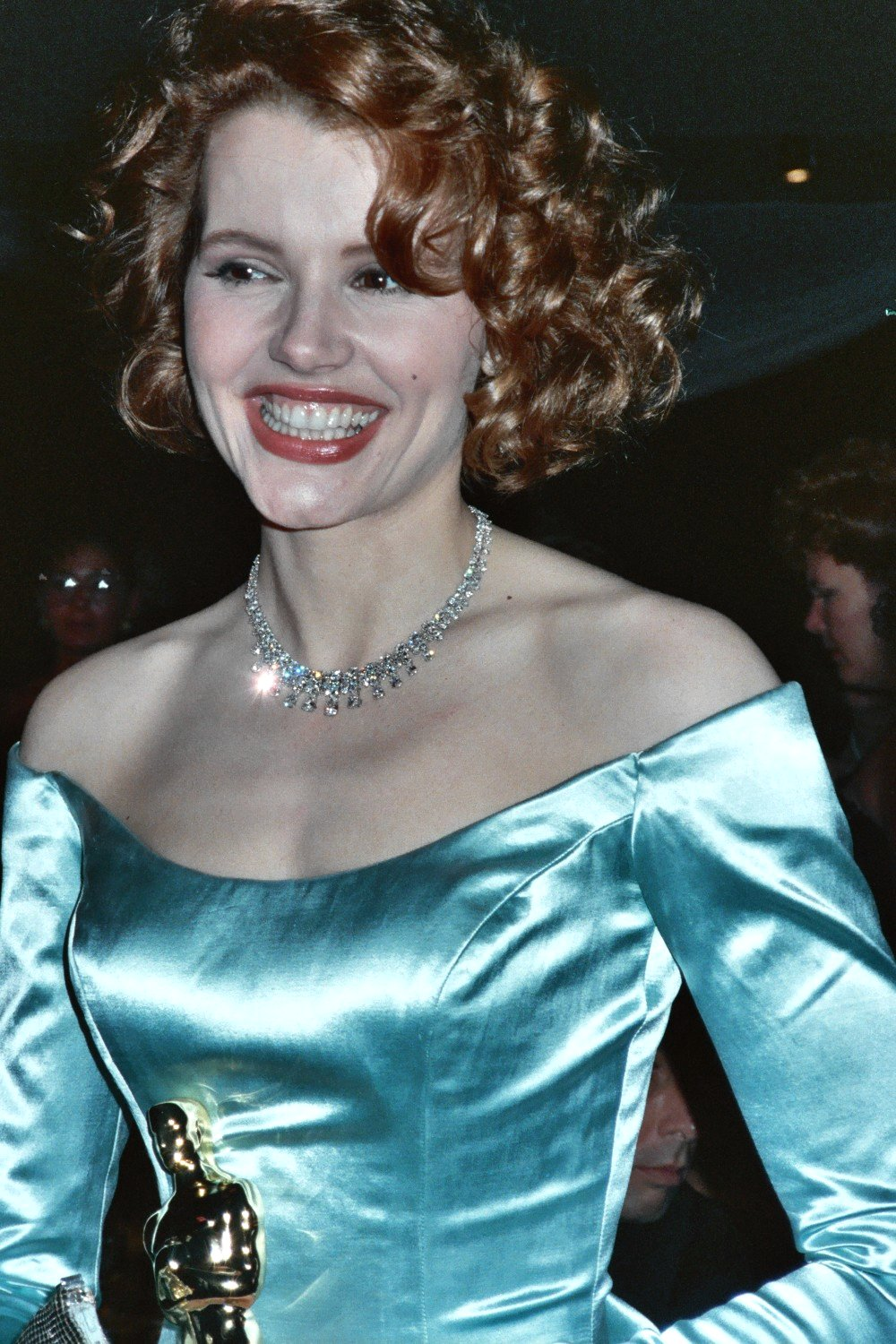
A atriz Geena Davis no Oscar 1989.

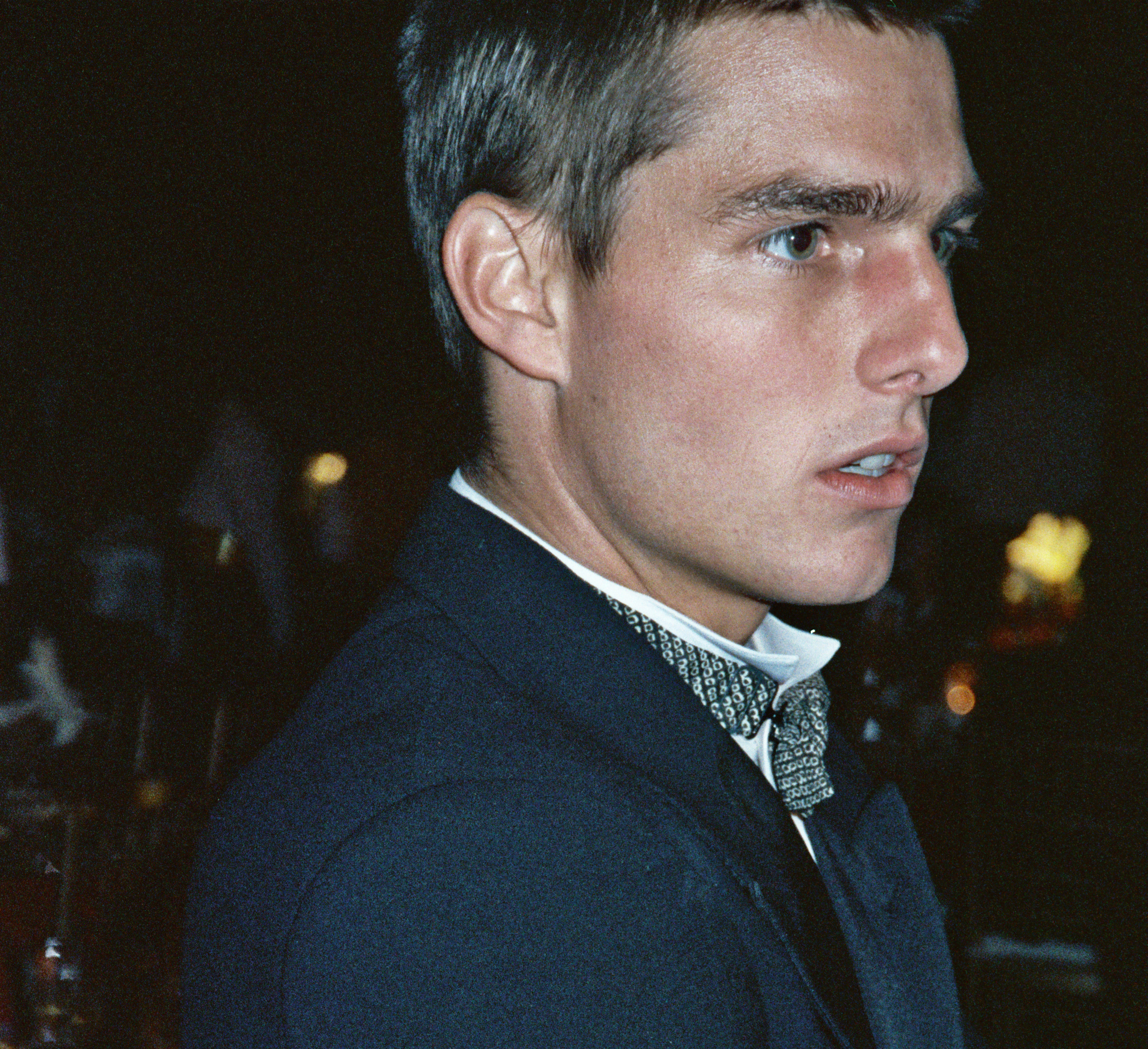
O ator Tom Cruise no Oscar 1989.

Com a estatueta para Pelle, o Conquistador, a Dinamarca venceu na categoria de filme em língua estrangeira pela segunda vez consecutiva.

## Premiação
Filmes com múltiplas indicações:
8 - Rain Man

7 - Ligações Perigosas; Mississípi em Chamas

6 - Who Framed Roger Rabbit; Working Girl

5 - Gorillas in the Mist

4 - The Accidental Tourist; Die Hard

3 - Um Peixe Chamado Wanda; Tucker: The Man and His Dream

2 - Big; Coming to America; Little Dorrit; Pelle, o Conquistador; Running on Empty; A Insustentável Leveza do Ser; Willow

### Melhor Filme
- Vencedor:
  - Rain Man
- Indicados:
  - The Accidental Tourist
  - Ligações Perigosas
  - Mississípi em Chamas
  - Working Girl

### Melhor Direção
- Vencedor:
  - Barry Levinson' – Rain Man
- Indicados:
  - Charles Crichton' – Um Peixe Chamado Wanda
  - Mike Nichols' – Working Girl
  - Alan Parker' – Mississípi em Chamas
  - Martin Scorsese' – A Última Tentação de Cristo

### Melhor Ator
- Vencedor:
  - Dustin Hoffman' – Rain Man
- Indicados:
  - Gene Hackman' – Mississípi em Chamas
  - Tom Hanks' – Big
  - Edward James Olmos' – Stand and Deliver
  - Max von Sydow' – Pelle, o Conquistador

### Melhor Atriz
- Vencedor:
  - Jodie Foster' – The Accused
- Indicados:
  - Glenn Close' – Ligações Perigosas
  - Melanie Griffith' – Working Girl
  - Meryl Streep' – A Cry in the Dark
  - Sigourney Weaver' – Gorillas in the Mist

### Melhor Ator Coadjuvante
- Vencedor:
  - Kevin Kline' – Um Peixe Chamado Wanda
- Indicados:
  - Alec Guiness' – Little Dorrit
  - Martin Landau' – Tucker: The Man and His Dream
  - River Phoenix' – Running on Empty
  - Dean Stockwell' –  Married to the Mob

### Melhor Atriz Coadjuvante
- Vencedor:
  - Geena Davis' – The Accidental Tourist
- Indicados:
  - Joan Cusack' – Working Girl
  - Frances McDormand' – Mississípi em Chamas
  - Michelle Pfeiffer' – Ligações Perigosas
  - Sigourney Weaver' – Working Girl

### Melhor Filme de Língua Estrangeira
- Vencedor:
  - Pelle, o Conquistador (Dinamarca)
- Indicados:
  - Hanussen (Hungria)
  - Salaam Bombay! (Índia)
  - Le maître de musique' (Bélgica)
  - Mulheres à Beira de um Ataque de Nervos (Espanha)

### Melhor Roteiro Original
- Vencedor:
  - Rain Man – Ronald Bass e Barry Morrow
- Indicados:
  - Big – Gary Ross e Anne Spielberg
  - Bull Durham – Ron Shelton
  - Um Peixe Chamado Wanda – John Cleese e Charles Crichton
  - Running on Empty – Naomi Foner

### Melhor Roteiro Adaptado
- Vencedor:
  - Ligações Perigosas – Christopher Hampton
- Indicados:
  - The Accidental Tourist – Frank Galati e Lawrence Kasdan
  - Gorillas in the Mist – Anna Hamilton Phelan e Tab Murphy
  - Little Dorrit – Christine Edzard
  - A Insustentável Leveza do Ser – Jean-Claude Carrière e Philip Kaufman

### Melhor Figurino
- Vencedor:
  - Ligações Perigosas – James Acheson
- Indicados:
  - Coming to America - Deborah Nadoolman Landis
  - A Handful of Dust – Jane Robinson
  - Sunset – Patricia Norris
  - Tucker: The Man and His Dream – Milena Canonero

### Melhor Maquiagem
- Vencedor:
  - Beetlejuice
- Indicados:
  - Coming to America
  - Scrooged

### Melhor Montagem
- Vencedor:
  - Who Framed Roger Rabbit - Arthur Schmidt
- Indicados:
  - Die Hard – Frank Urioste e John Link
  - Mississípi em Chamas – Gerry Hambling
  - Rain Man – Stu Linder
  - Gorillas in the Mist – Stuart Baird

### Melhores Efeitos Visuais
- Vencedor:
  - Who Framed Roger Rabbit
- Indicados:
  - Die Hard
  - Willow

### Melhor Fotografia
- Vencedor:
  - Mississípi em Chamas
- Indicados:
  - Rain Man
  - Tequila Sunrise
  - A Insustentável Leveza do Ser
  - Who Framed Roger Rabbit

### Melhor Som
- Vencedor:
  - Bird (filme)
- Indicados:
  - Die Hard
  - Gorillas in the Mist
  - Who Framed Roger Rabbit
  - Mississípi em Chamas

### Melhor Edição de Som
- Vencedor:
  - Who Framed Roger Rabbit
- Indicados:
  - Die Hard
  - Willow

### Melhor Trilha Sonora
- Vencedor:
  - The Milagro Beanfield War – Dave Grusin
- Indicados:
  - The Accidental Tourist – John Williams
  - Ligações Perigosas – George Fenton
  - Gorillas in the Mist – Maurice Jarre
  - Rain Man – Hans Zimmer

### Melhor Canção Original
- "Let the River Run", de Working Girl (Carly Simon)
- Indicados:
  - "Calling You", de Out of Rosenheim (Bob Telson)
  - "Two Hearts", de Buster (Lamont Dozier, Phil Collins)

### Melhor Direção de Arte
- Vencedor:
  - Ligações Perigosas
- Indicados:
  - Amigas para Sempre
  - Rain Man
  - Tucker: The Man and His Dream
  - Who Framed Roger Rabbit

### Melhor Documentário
- Vencedor:
  - Hôtel Terminus
- Indicados:
  - The Cry of Reason: Beyers Naude – An Afrikaner Speaks Out
  - Let's Get Lost
  - Promises to Keep
  - Who Killed Vincent Chin?

### Melhor Documentário em Curta-Metragem
- Vencedor:
  - You Don't Have to Die
- Indicados:
  - The Children's Storefront
  - Family Gathering
  - Gang Cops
  - Portrait of Imogen

### Melhor Curta-Metragem
- Vencedor:
  - The Appointments of Dennis Jennings
- Indicados:
  - Cadillac Dreams
  - Gullah Tales

### Melhor Curta-Metragem de Animação
- Vencedor:
  - Tin Toy
- Indicados:
  - The Cat Came Back
  - Technological Threat

### Oscar Honorário
O Oscar Honorário foi concedido neste ano ao National Film Board of Canada e à Kodak.

### Oscar de Contribuição Especial
O Oscar de Contribuição Especial (ou Special Achievement Awards, em inglês), foi concedido ao animador Richard Williams "pela direção de animação" em Who Framed Roger Rabbit.